# 女の旅路 (1968年のテレビドラマ)
『女の旅路』（おんなのたびじ）は、1968年12月16日から1969年2月21日まで、TBS系全国ネットの昼ドラ枠『テレビ映画』で放送されていたテレビドラマである。全47話。一部の資料にて当時TBS系列（腸捻転解消前）であった朝日放送（ABC）の制作により放送されたという記述があるが誤り。放送時間は毎週月曜 - 金曜 13:00 - 13:30 （朝日放送では15分繰り下げの13:15 - 13:45）。

## キャスト
- 高千穂ひづる
- 天野新士（後の天野新二）
- 野口ふみえ
- 杉裕之
- 富川徹夫
- 磯村千花子
- 手塚啓一
- 中谷多賀子
- 三浦康晴
- ナレーター：川久保潔
- 出典：[1]

## スタッフ
- 監督：下村尭二
- 脚本：高岡尚平、光畑碩郎、曽根義隆
- 出典：[1]

## 前後番組
| TBS系列 テレビ映画                                                         | TBS系列 テレビ映画                                                              | TBS系列 テレビ映画                                                       |
| 前番組                                                                     | 番組名                                                                          | 次番組                                                                   |
| -------------------------------------------------------------------------- | ------------------------------------------------------------------------------- | ------------------------------------------------------------------------ |
| ひとシリーズ 独り泣くひと （1968年11月4日 - 1968年12月13日） ※朝日放送制作 | 女の旅路 （1968年12月16日 - 1969年2月21日） ※TBS制作                            | （廃枠）                                                                 |
| 朝日放送 平日13:15 - 13:45枠                                               |                                                                                 |                                                                          |
| ひとシリーズ 独り泣くひと （1968年11月4日 - 1968年12月13日） ※朝日放送制作 | 女の旅路 （1968年12月16日 - 1969年2月21日） ※TBS制作 【ここまで『テレビ映画』】 | 女の絶唱 （1969年2月24日 - 1969年4月18日） 【ここから『花王 愛の劇場』】 |
| TBS 平日13:00 - 13:30枠                                                    |                                                                                 |                                                                          |
| ひとシリーズ 独り泣くひと （1968年11月4日 - 1968年12月13日） ※朝日放送制作 | 女の旅路 （1968年12月16日 - 1969年2月21日） ※TBS制作 【ここまで『テレビ映画』】 | 女の絶唱 （1969年2月24日 - 1969年4月18日） 【ここから『花王 愛の劇場』】 |